# Pöyryn Lehtinen
Pöyryn Lehtinen är en ö i Finland. Den ligger i sjön Ryökäsvesi och Liekune och i kommunen Hirvensalmi i den ekonomiska regionen  S:t Michel och landskapet Södra Savolax, i den södra delen av landet, 190 km nordost om huvudstaden Helsingfors. Öns area är 6 hektar och dess största längd är 0,5 kilometer i nord-sydlig riktning.